# Азербайджанці

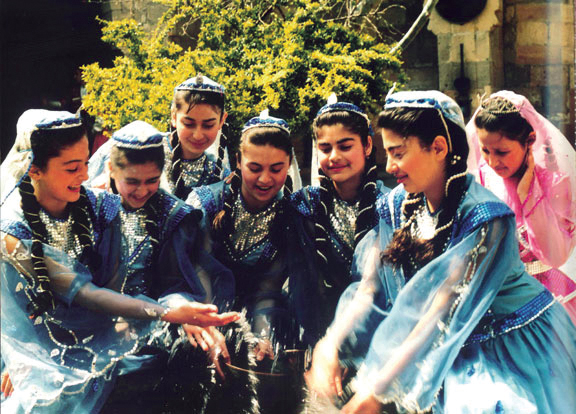
Азербайджанські дівчини у національних костюмах

Азербайджанці (азерб. Azərbaycanlılar آذربایجانلیلار, Azərbaycan türkləri ترکهای آذربایجانی, türklər ترکها) — ірано-кавказький тюркомовний народ, який становить основне населення Азербайджану і значну частину населення північного заходу Ірану (Іранського Азербайджану). Загальна чисельність — понад 29 мільйонів осіб.
Азербайджанська мова належить до огузької групи тюркської групи алтайської сім'ї мов.
У формуванні азербайджанців брало участь стародавнє населення Атропатени та Кавказької Албанії, що змішалось з скіфами та тюрками (гунами, хозарами, печенігами, кипчаками), які заселяли Азербайджан починаючи з IV ст. Найбільш масовою хвилею тюркської колонізації була міграція огузів в 11-13 століттях. Формування азербайджанського етносу на території історичного Азербайджану представляло собою багатовіковий процес, що завершився в основному до кінця XV століття, коли представники 32 місцевих тюркських племен об'єднались під спільною назвою кизилбаші та звели на престол шаха Ісмаїла I, який згодом проголосив себе шахом Азербайджану та всього Ірану.
Як етнографічні групи серед азербайджанців виділяються айруми, афшари, карадагці, карапапахи, кашкайці, падари, терекеме, шахсевени.

## Етнонім
Сучасний етнонім «азербайджанці» відноситься до тюркських народів північно-західного історичного регіону Ірану — Азербайджану ( також відомого як Іранський Азербайджан) і Республіки Азербайджан. Коли Південний Кавказ став частиною Російської імперії в XIX столітті російська влада називала азербайджанців "закавказькими татарами". Тому що у часи Російської імперії усі тюркські народи називалися "татарами".
В азербайджанських виданнях вислів «азербайджанська нація», що стосується тих, хто був відомий як кавказькі татари, вперше з’явився в газеті «Кашкул» у 1880 році.
У ранній радянський період термін «закавказькі татари » був витіснений «азербайджанськими турками» і зрештою «азербайджанцями».
Деякий час згодом термін «азербайджанці» застосовувався до всіх тюркомовних мусульман Закавказзя, від турків-месхетинців у південно-західній Грузії до карапапахів у південному Дагестані.

## Етногенез
В етногенезі азербайджанців брало участь населення Манейського царства (перша половина 1 тис. до н. е.), Кавказької Албанії (друга половина 1 тис. до н. е — 10 ст. н. е), Мідії ( 7 — початок 6 ст. до н. е.), Антропатени (4 ст. до н. е. — 7 ст. н. е), яка після завоювання її арабами у 7 ст. отримала назву Адербейган (Азербайджан). У 1 тис. до н. е. з місцевим населенням змішувалися ірано- і тюркомовні племена, що мігрували до Південного Кавказу: скіфи, гуни, булгари, печеніги тощо.
Етнос азербайджанців у цілому сформувався приблизно у 11–13 ст. внаслідок міграції на територію сучасного Азербайджану огузьких племен.
На початку 16 ст. відбулось об’єднання азербайджанських земель і утворення великої держави Сефевідів. Значний вплив на етногенез азербайджанців мало також переселення у 16–18 ст. до Азербайджану з Туреччини нових курдських племен — джибіклі та махмудлі.

## Мова
Азербайджанці розмовляють азербайджанською мовою, що походить від гілок огузької тюркської мови, яка утвердилася в Азербайджані в XI-XII століттях нашої ери. Азербайджанська мова тісно пов’язана з кашкайською, гагаузькою, турецькою, туркменською та кримськотатарською мовами, розділяючи різні ступені взаємної зрозумілості з кожною з цих мов.
Азербайджанці, як правило, двомовні, часто вільно володіють російською (в Азербайджані) або перською (в Ірані) на додаток до своєї рідної азербайджанської. Відповідно до перепису населення від 2009 року, російську мову в якості рідної мови вказали 122 449 з 8 922 447 осіб, які прийняли в його участі, це приблизно 1,3%.

## Релігія
Більшість азербайджанців - мусульмани-шиїти. Релігійну меншість складають мусульмани-суніти (переважно ханафіти).

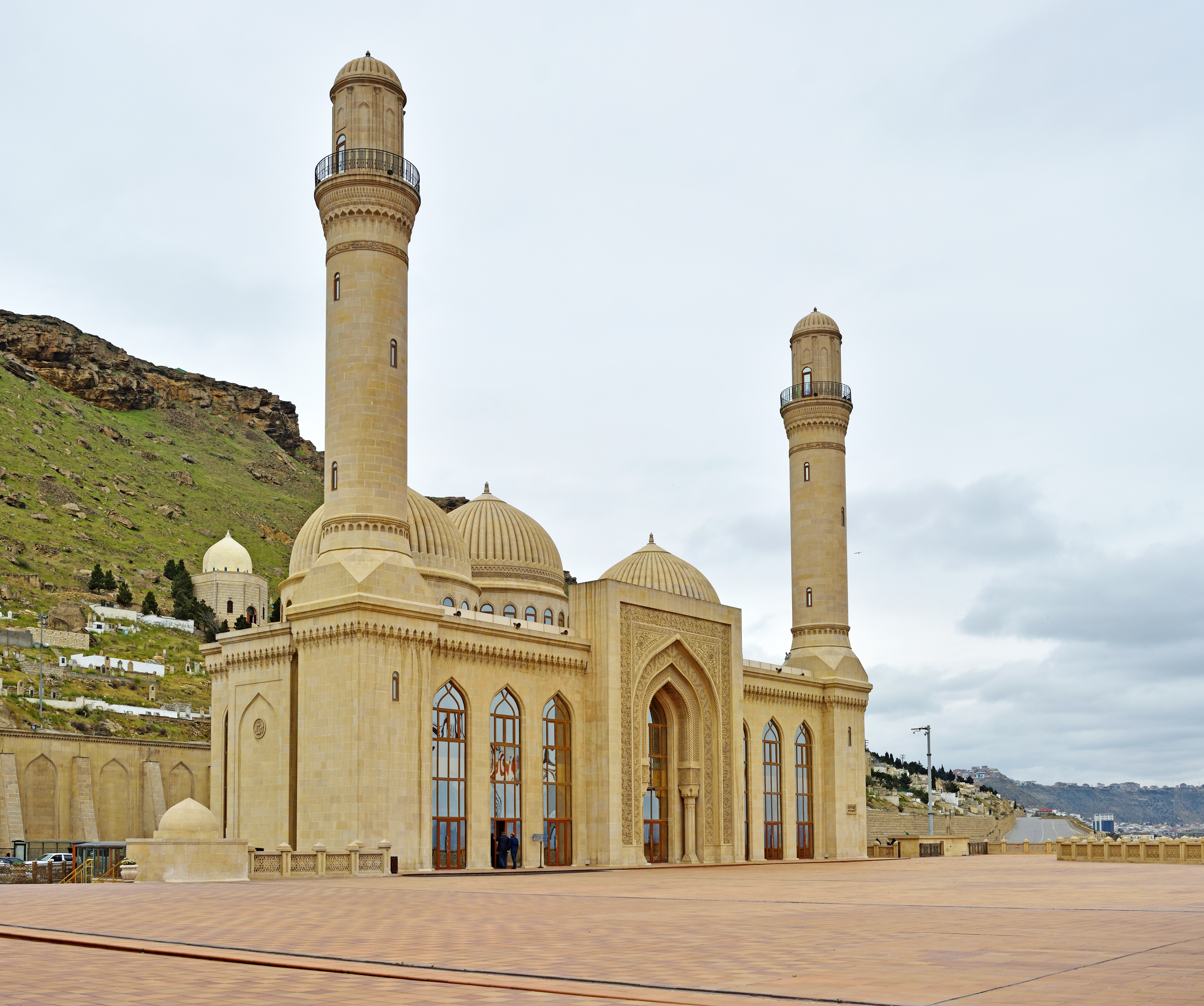
Мечеть Бібі-Ейбат у місті Баку
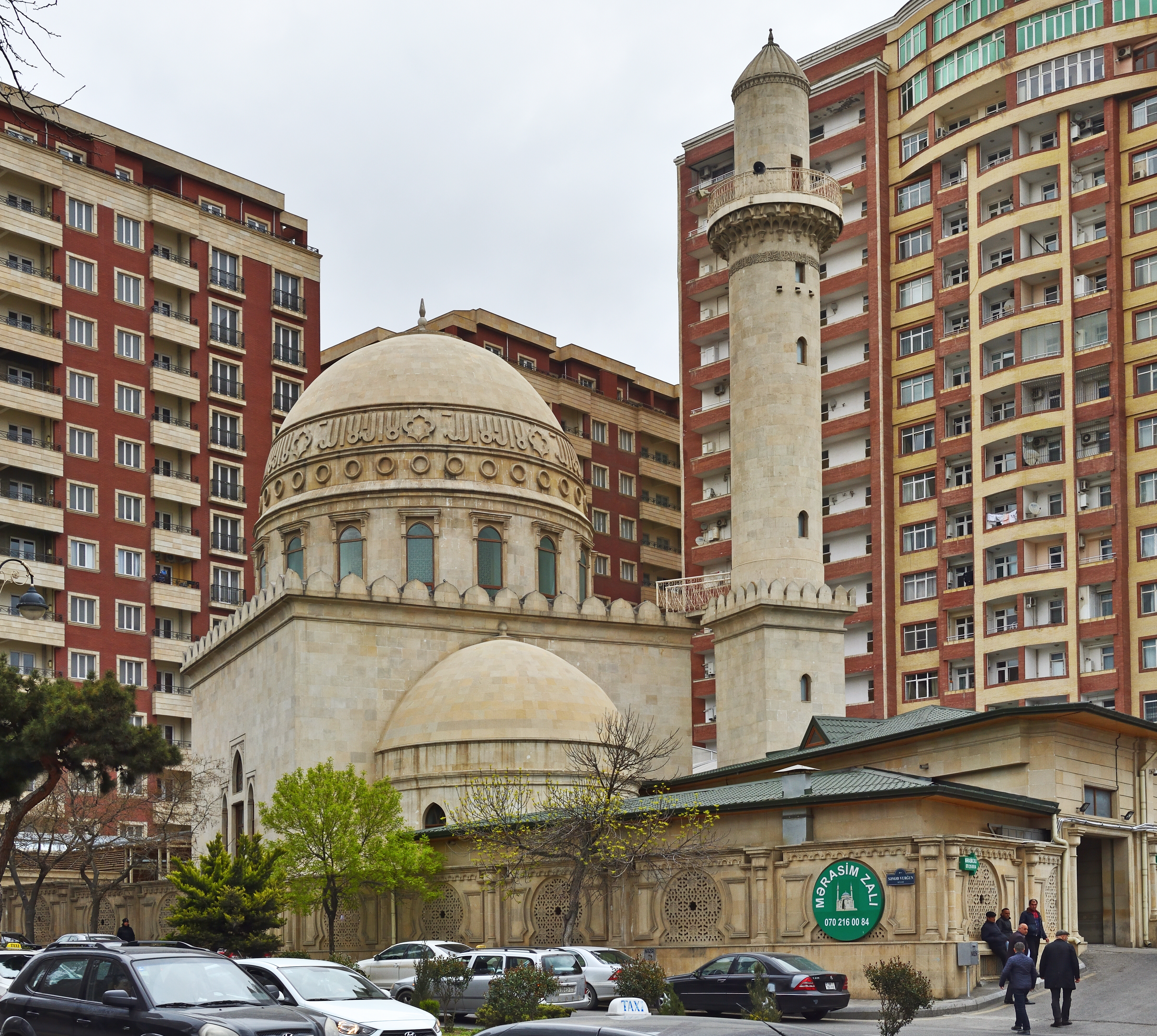
Мечеть Аждарбека у місті Баку
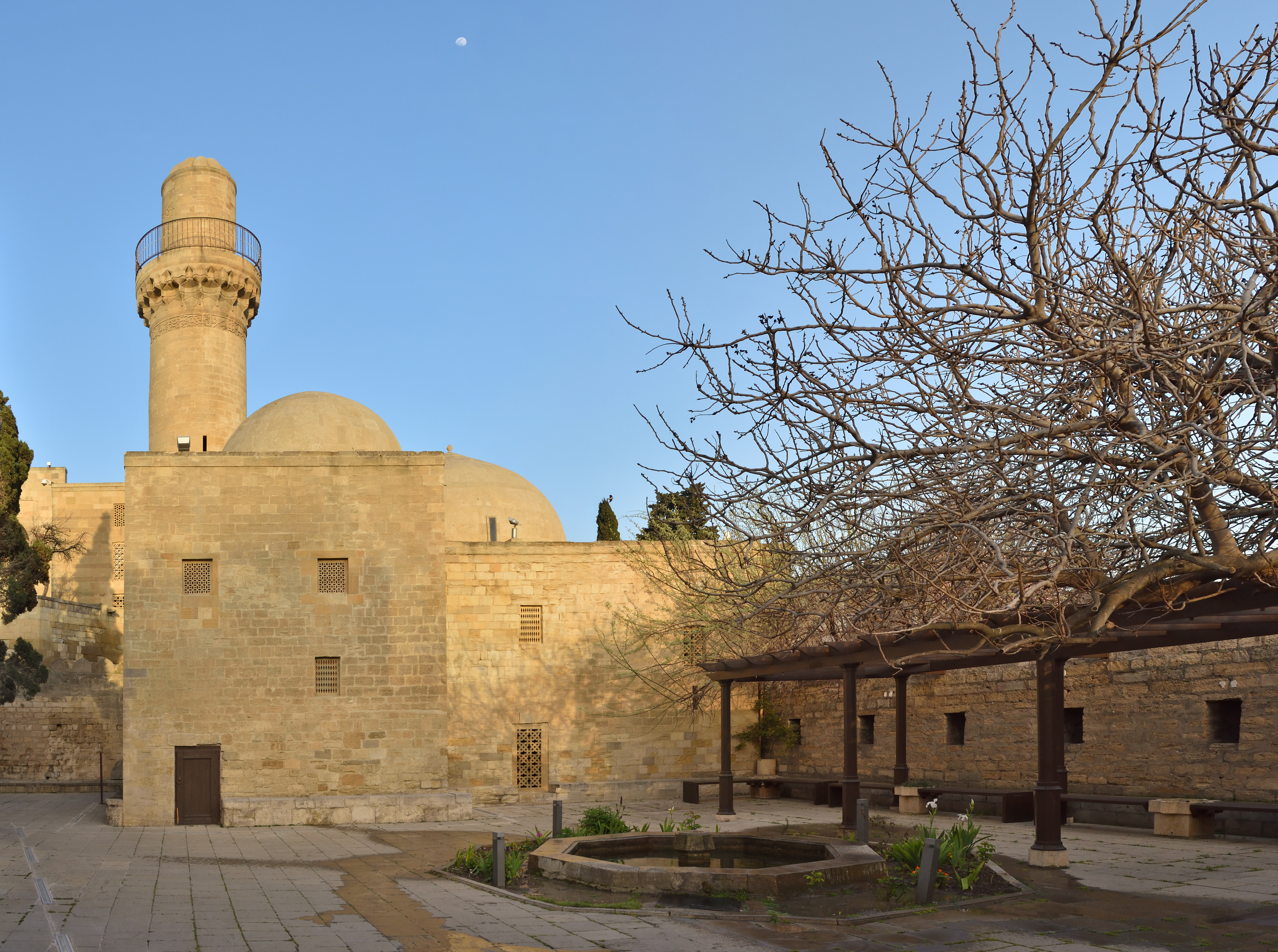
Палацова мечеть у місті Баку
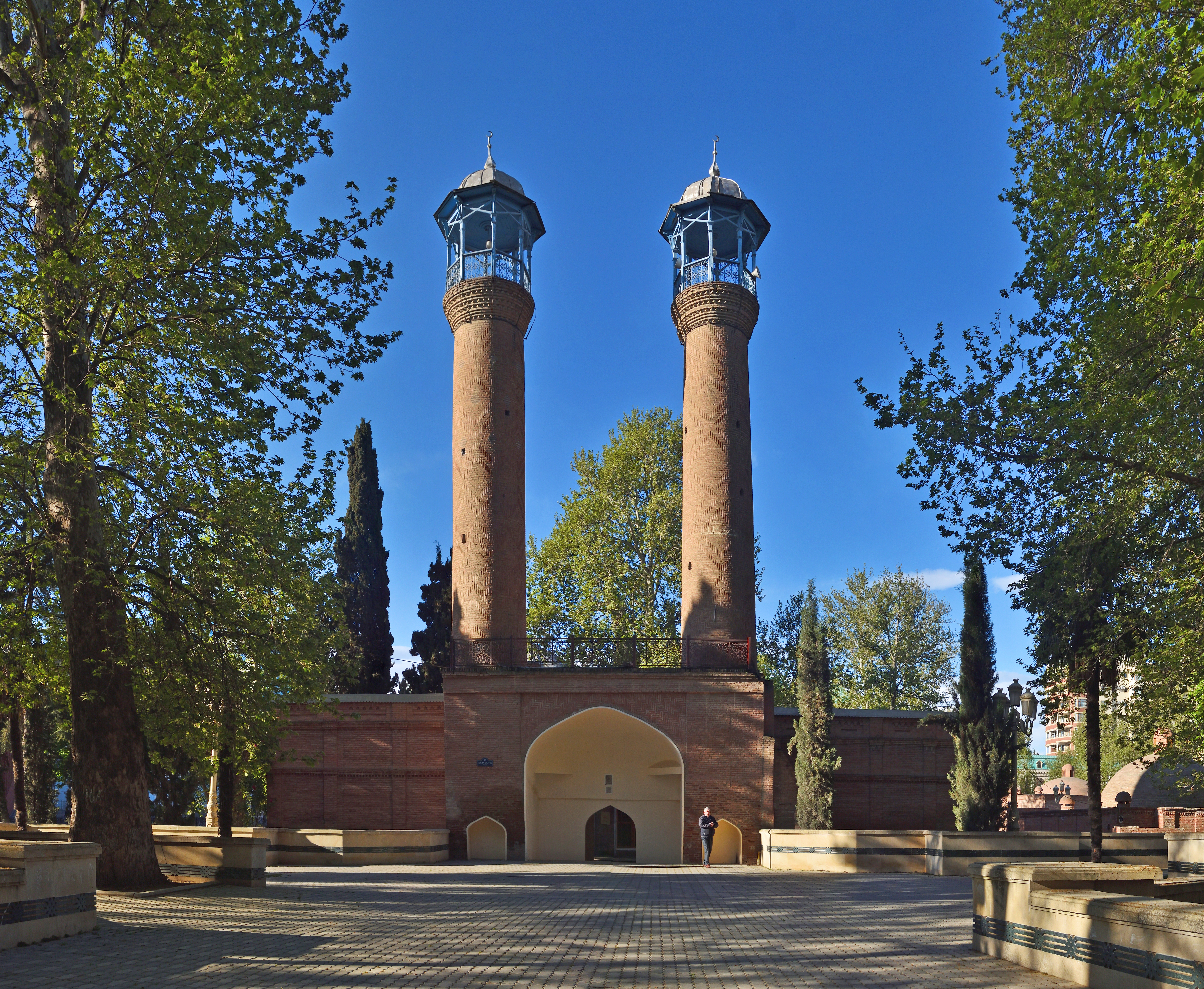
Соборна мечеть у місті Гянджа

Азербайджанська долма

## Кухня
Азербайджанська національна їжа відрізняється великою різноманітністю, налічуючи десятки видів різних страв: молочних, м'ясних, борошняних, овочевих і т. д. Самі способи приготування та споживання їжі різні та різноманітні. У минулому їжа різнилася також залежно від географічних умов та соціального становища людей. У харчовому раціоні азербайджанців значне місце посідає хліб. Його випікають у різний спосіб. У сільських місцевостях його пекли здебільшого на залізному злегка опуклому листку садж. Широко була поширена випічка хліба в тендирах, які й у наші дні існують у районах і навіть міських центрах республіки. У тендирі пекли переважно чурек, нерідко й лаваш. Навесні та восени готують гутаб - рід пиріжків, начинених м'ясом та зеленню.
Великою різноманітністю відрізняються страви з м'яса. Найбільш улюбленим м'ясом є баранина. Зі свіжої баранини та яловичини готують басирма, з якої потім роблять шашлик. Найбільш поширеною стравою є піті та бозбаш (густі супи з баранини). Популярністю користуються кюфте бозбаш (кульки завбільшки з яблуко з рубаного м'яса). Рублену баранину, заправлену рисом і спеціями, загортають у капустяні (ця страва називається келем долмаси), в солоні та свіжі виноградні листи (ярпаг долмаси), начиняють баклажани та помідори. З дрібно нарубаної баранини, змішаної з цибулею та прянощами готують люля-кебаб.
Розповсюдження в Азербайджані мають страви з рису, які переважно використовують для приготування плову, що налічує до 50 видів. Найбільш поширеною стравою з м'яса птахів є чигиртма.
З виноградного соку, ягід та кавунів готують дошаб. З кизилу, аличі, сливи готують кислу масу - туршлаваш. Як приправу до смаженого м'яса та риби вживають гранатовий сік - наршараб. Поширені солодощі у вигляді своєрідних цукерок - ногул, сполох, а також гата, пахлава та шекербура. Є до десятків видів халви - типу повидла, з насіння кунжуту, з різних горіхів і т.д.
Велику роль харчовому раціоні в азербайджанців грає чай, супроводжуючий і навіть попередній їжі.

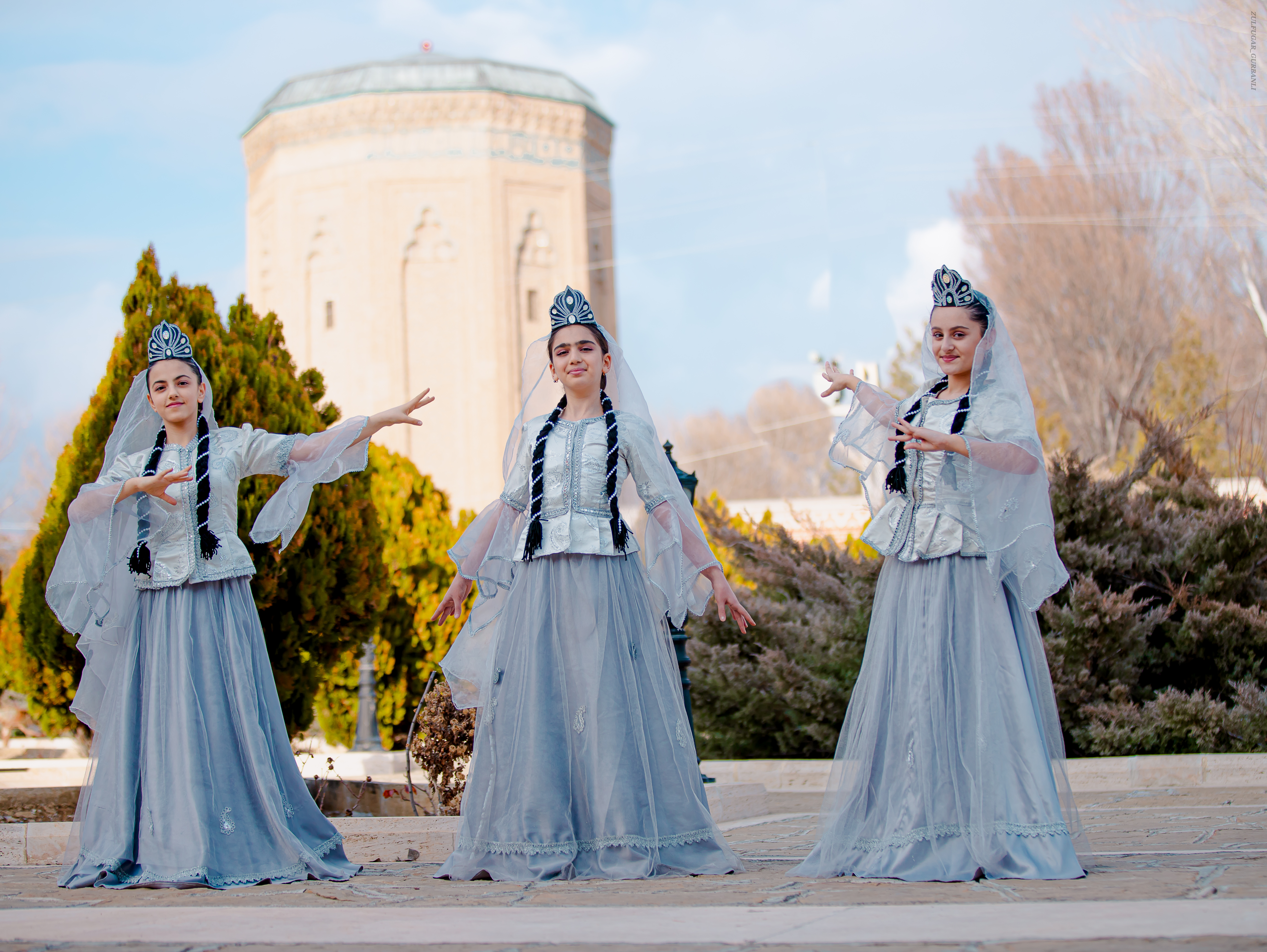
Азербайджанські дівчата у національному вбрані

## Танці

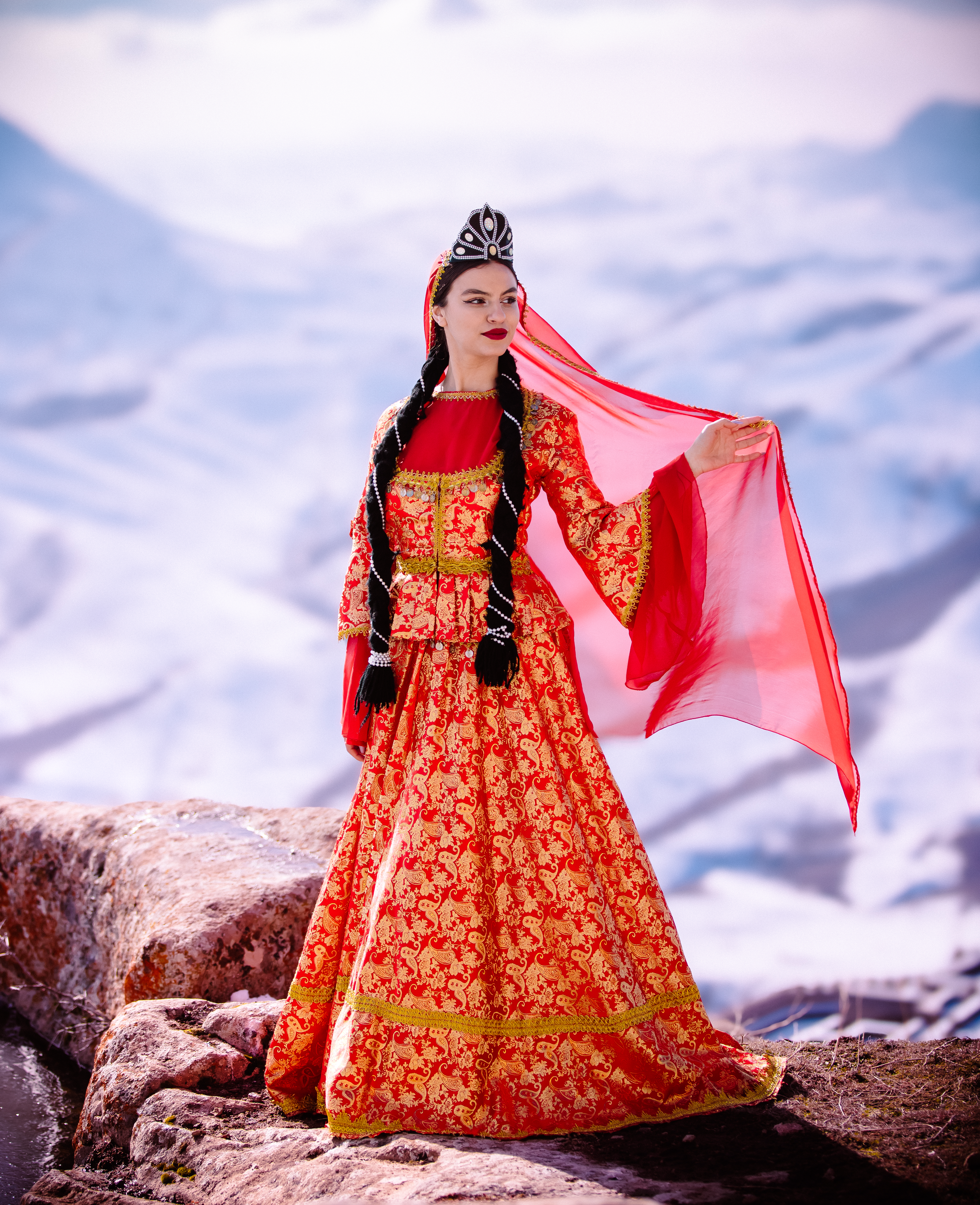
Азербайджанка у національному вбрані

Азербайджанські народні танці – це танцювальне мистецтво азербайджанського народу. За характером і ритмом азербайджанські народні танці діляться на дуже плавні, плавні та жваві. Вони мають характерний малюнок, зумовлений їхньою ритмічною побудовою. Як правило, азербайджанський танець тричастковий: перша частина - хід по колу, друга - ліричне застигання на місці (сюзмі) і третя - знову хід по колу - впевнений, стрімкий та урочистий. Багато танців, особливо старовинні, зветься найулюбленішими тваринами або рослинами: «джейрані» — газель, «лале» — польовий мак, «бенєнше» — фіалка, «іннабі» — плід фруктового дерева та ін. Майже всі азербайджанські танці — сольні.
Танцювальна музика представлена жіночими танцями — повільно ліричними («тураджі», «вузундара» та ін.) або радісно-жвавими («Терекеме» та ін.), чоловічими — урочисто-величними («Мірзаї» — танець мудрості, виконується старими, і ін), запально-вихровими («Гайтати», «Аскерані» та ін). Широко поширені колективні танці - ялли (святковий хороводний танець, що виконується на відкритому повітрі), джанги (войовничий чоловічий танець).

## Діаспора

### Іран
За азербайджанськими даними в Ірані проживають близько 30 мільйонів етнічних азербайджанців.

### Грузія
У Грузії азербайджанці традиційно проживають у південних та південно-східних регіонах краю Квемо Картлі, складаючи тут компактну масу. В основному вони населяють чотири муніципалітети: Марнеульський, Дманіський, Болінський та Гардабанський. За переписом 2014 року вони становили 41,75% населення Квемо-Картлі.
За переписом населення 2014 року у Грузії проживало 233 024 азербайджанців.

### Дагестан
Основні райони проживання азербайджанців у Дагестані за даними перепису 2010 р.
|                        | населення району | % азербайджанців |
| ---------------------- | ---------------- | ---------------- |
| Дербентський район     | 99 054           | 58,0%            |
| Дербент                | 119200           | 32,3%            |
| Дагестанські Огні      | 27923            | 23,2%            |
| Табасаранський район   | 52 886           | 18,4%            |
| Кізлярський район      | 67 287           | 2,4%             |
| Магарамкентський район | 62 195           | 1,6%             |
| Рутульський район      | 22 926           | 1,6%             |
| Кизляр (м/о)           | 51 707           | 1,5%             |
| Дагестан               | 2 910 249        | 4,5%             |